# Oskar Bresler
Oskar Bresler (geboren 8. Februar 1885 in der Landgemeinde Minken, Landkreis Ohlau in Schlesien; gestorben nach 1964) war ein deutscher Gendarmerie-Wachtmeister, NSDAP-Ortsgruppenleiter und verurteilter Mörder aufgrund von Kriegsendeverbrechen gegen drei Zivilisten in Arnum, Region Hannover.

## Leben
Der in Schlesien geborene Bresler war zum 1. Mai 1933 der NSDAP beigetreten (Mitgliedsnummer 2.609.552) und wirkte als Gendarmeriehauptmeister in Arnum vor Hannover als Ortsgruppenleiter seiner Partei in der dortigen Gendarmerie. Kurz vor dem Ende des Zweiten Weltkrieges wurde in Arnum am 9. April 1945 – einen Tag vor dem Einmarsch amerikanischer Truppen – eine Straßenkontrolle durchgeführt mit dem Ziel, aus der Haft entflohene Strafgefangene zu finden. Ein Passant, angeblich ein „aus dem Zuchthaus“ entlassener, namentlich nicht bekannter Mann, soll sich dabei kritisch zur Lage an der Front geäußert haben und wurde daraufhin kurzerhand in Selbstjustiz von Bresler erschossen.
Nach der Hinrichtung ging Bresler „zu einem nahe gelegenen Haus, in dem das Ehepaar Othmer wohnte, mit dem er schon längere Zeit im Streit lag“; vor allem Frau Othmer waren so genannte „staatsfeindliche“ Äußerungen nachgesagt worden. Kurz hintereinander erschoss Bresler „in einem Akt nationalsozialistischer Willkür und Gewalt“ nun auch das Ehepaar Bertha und Karl Othmer.
In der Nachkriegszeit kam Bresler wegen Mordes in Untersuchungshaft. Das Schwurgericht in Hannover entschied während Breslers U-Haft auf Grund der Gerichts-Sitzungen vom 23. und 24. Juni 1948 mit Urteil vom 26. Juni 1948 auf lebenslängliche Freiheitsstrafe zuzüglich weiteren eineinhalb Jahren Haft.
1957 beantragte Bresler seine Begnadigung, doch die Arnumer Gemeindeverwaltung wehrte sich dagegen unter anderem mit den Worten: „Die Tat ist Gemeindeangehörigen noch stark in Erinnerung und wird verabscheut. Eine Rückkehr des B. würde große Beunruhigung“ in der Bevölkerung hervorrufen.
Um 1961 kam der ehemalige Gendarm dennoch durch einen Gnadenakt frei und siedelte sich dann unauffällig in der Gegend um Arnum an. Um 1964 berichtete die Polizei über Bresler: „Herr B. führt zurückgezogen ein bescheidenes Dasein und ist stets freundlich und hilfsbereit. Die allgemeine Anteilnahme an seiner goldenen Hochzeit zeigte, daß er in kurzer Zeit regelrecht beliebt geworden ist.“

## Gedenken an Breslers Opfer
- Auf dem Friedhof Arnum wurden bei den Denkmälern für die Gefallenen des Ersten und Zweiten Weltkrieges auf einem Findling die folgende Inschrift aufgebracht:[9]

„An ein unbekanntes Opfer nationalsozialistischer Willkür und Gewalt. Am 9. April wurde ein Unbekannter vom damaligen Gendarmeriemeister und Ortsgruppenleiter der NSDAP O. Bresler ermordet.“

- Das Ehepaar Bertha Othmer und Klaus Othmer wurde auf dem Friedhof Wilkenburg beigesetzt, ihr Grab ist Gedenkstelle[8] und Ehrengrab der Gemeinde.[5]

## Archivalien
Archivalien von und über Oskar Bresler und seine Opfer finden sich beispielsweise
- als Akte mit der laufenden Nummer 67 des Landgerichts Hannover (LG Hannover) vom 24. Juni 1948, Aktenzeichen OGHBZ 490108[10]